# Leeston
Leeston est une localité située dans les Plaines de Canterbury dans l'Île du Sud de la Nouvelle-Zélande.

## Situation
Elle est localisée à 30 kilomètres au sud-ouest de la ville de Christchurch, entre la berge du lac Ellesmere et l’embouchure du fleuve  Rakaia.

## Population
Leeston avait une population de 1 299 habitants en 2006 en augmentation de 8,3 %, soit 99 personnes  par rapport au recensement de 2001. Ceci est significativement au-dessus de la moyenne de la croissance de la population en Nouvelle-Zélande, bien que pas aussi élevé que les centres situés tout près de Christchurch. Le recensement de 2013 donne une population de 1 506 résidents, qui est de 15,9 % plus haut qu’en 2006.
La croissance de la population est espérée continuer du fait du déplacement des personnes vivant dans la ville de Christchurch, à la suite du séisme de 2010 à Canterbury et au séisme de février 2011 de Christchurch.

## Activités
La ville est de siège d’un nombre croissant de services, qui augmentent en diversité avec la population.
Leeston a des supermarchés, des écoles (maternelles, primaires et secondaires), des églises, un hôpital (pour les personnes âgées seulement), de la gym, des cafés, des restaurants, un centre médical, une pharmacie et un bureau de poste.
Le Conseil du District de Selwyn  a maintenant un office de service dans Leeston, après que son quartier général ait été déplacé vers la ville de Rolleston.

## Loisirs et divertissements

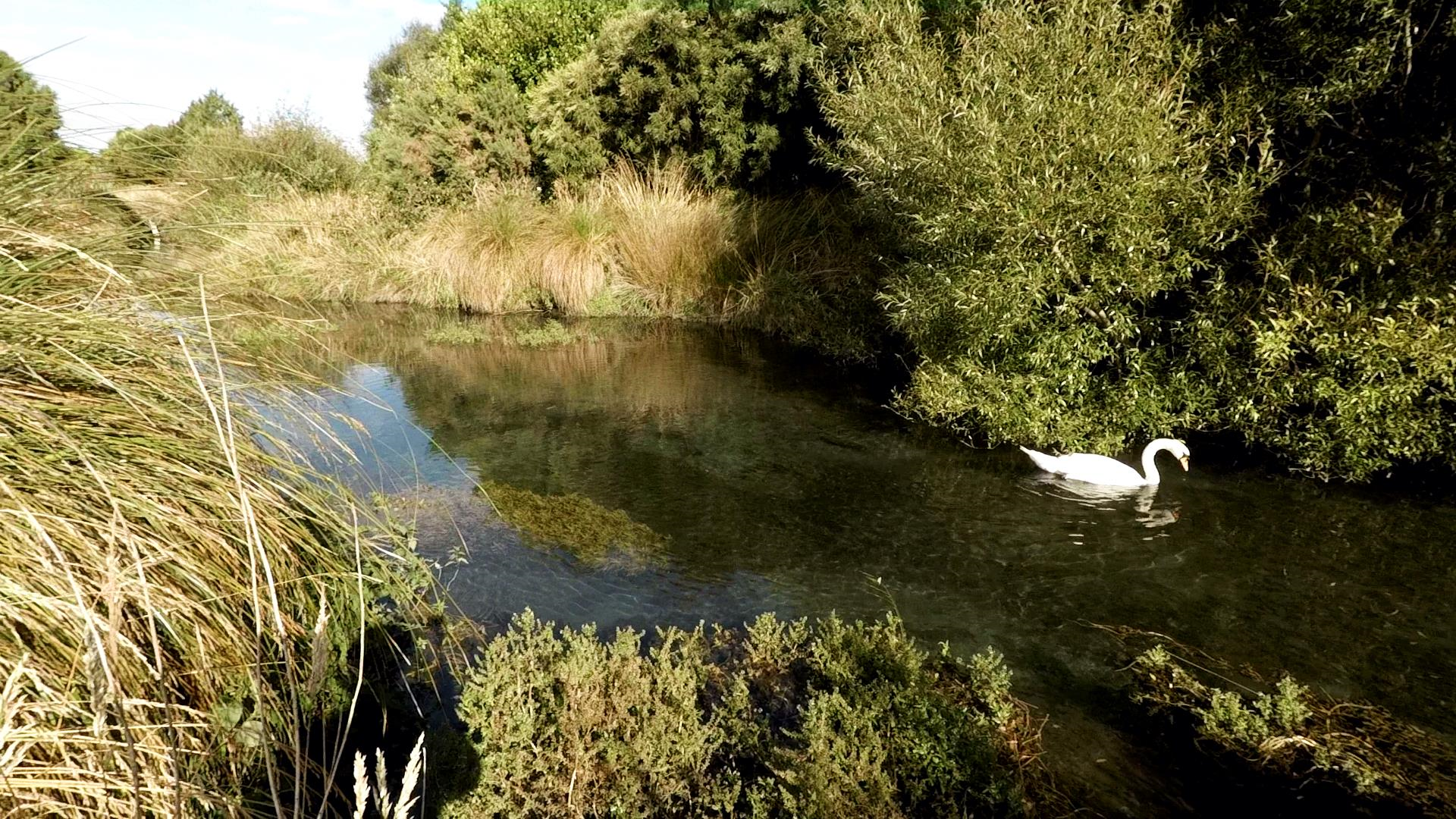
Un des rares Cygnes blancs se nourrissant au niveau de Harts Creek

### Harts Creek
Harts creek est une crique alimentée par une source, qui est une réserve pour la vie sauvage, localisée à seulement 7 minutes de voiture de la ville de Leeston et qui est un lieu réputé pour de courtes promenades, pour des pique-niques, pour la pèche à la mouche et l’observation des oiseaux.
Les projets de restauration ont abouti à constituer une réserve consacrée à la vie sauvage avec l’une des eaux les plus claires du district d'Ellesmere.
Les espèces d’oiseaux observables comprennent:
- cygnesou swans mutés
- Cygne noir
- Pukeko
- Cormoran moucheté
- Bernache du Canada
- plusieurs espèces de canards
- grande aigrette
- heron blanc
- kakī/pied stilts
- kamana/Grèbe huppé
- Butor d'Australie[4].

### Ellesmere A&P Show

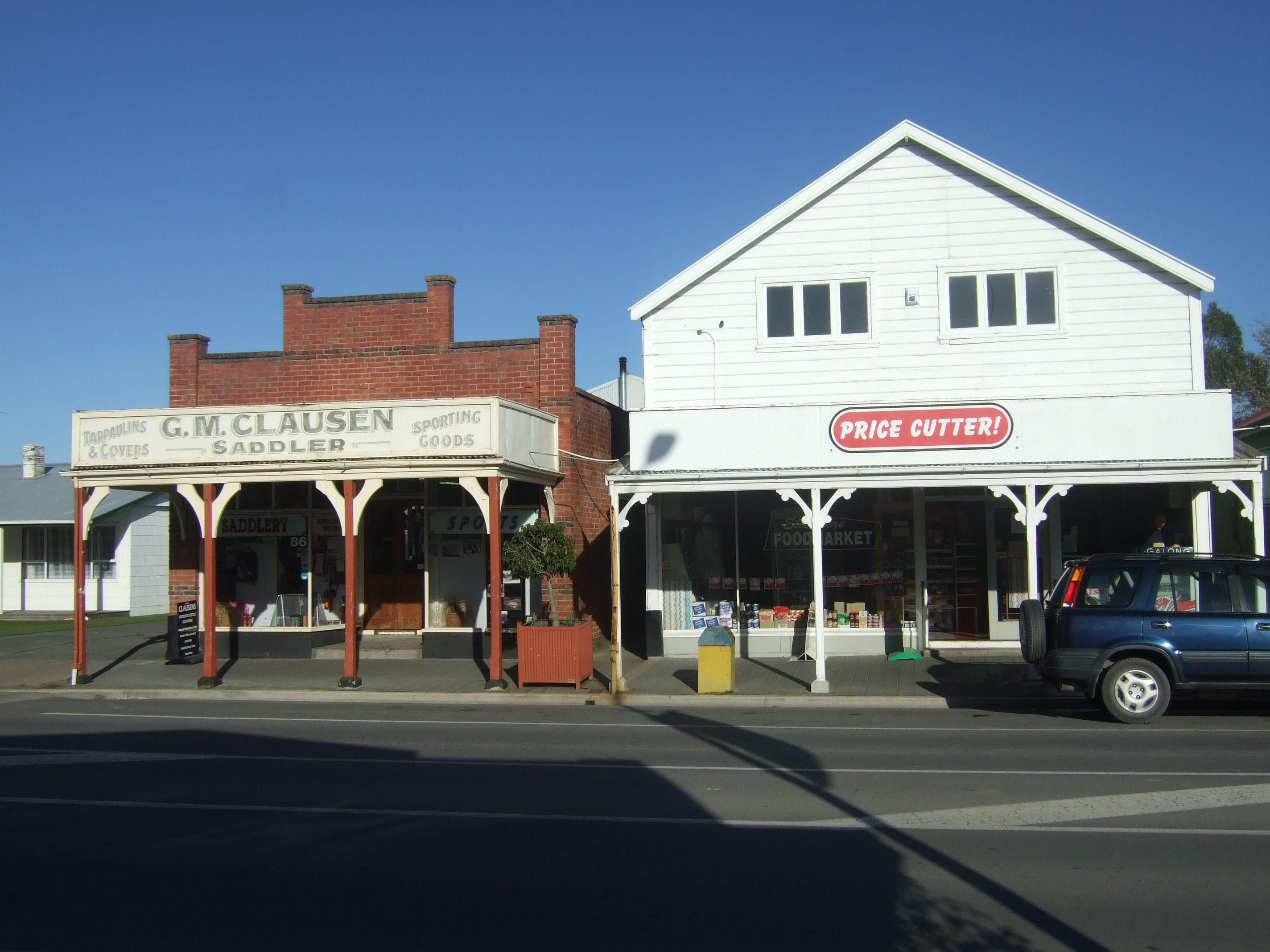
Magasins de la rue principale

Le 'Ellesmere A&P show' est actuellement dans sa 147 e année.
Il se tient annuellement au niveau du ' Leeston Agricultural and Pastoral Showgrounds'. 
Il se déroule typiquement en octobre et c’est un des plus gros évènements du district de Selwyn, attirant 10 000 visiteurs chaque année.
Les attractions typiques comprennent: les présentations agricoles, des expositions de photographies, des stands d’artisanat, des tontes de moutons et des présentations de laine, des chevaux en présentation et en compétitions de sauts, du bétail et des produits laitiers, des compétitions de coupes de bois, des présentations commerciales, de la musique en live, des machines anciennes et modernes, des parcours de chien, des décorations faciales, des promenades à poneys, des compétitions de tonte, des promenades de champ de foire, de dégustation de vins, les arts de la table et bien d’autres choses.

### Camping
Le District de Selwyn  possède trois terrains de camping, deux situés sur les berges de la rivière  Selwyn, et un sur les rives du lac Ellesmere.
- Coes Ford Camp Ground est un camping avec séjour autorisé pour un maximum de 28 jours et gratuit. Coes Ford est un bon endroit pour camper, pour pécher, pour pique-niquer, pour des loisirs et des actions de conservation.

Des toilettes sont disponibles mais il n’y a pas d’eau potable à boire. Coes Ford est ouvert toute l'année.
- Chamberlains Ford Camp Ground est un terrain de camping, conçu par le Conseil du district de Selwyn. Le camping est gratuit – il y a un bassin pour nager. Il y a des toilettes mais pas d’eau buvable. Chamberlains Ford Camp Ground est disponible tout le long de l’année.
- Lakeside Domain Camp Ground : Le site de ce camp est localisé sur les berges du lac Ellesmere, qui est le 5 e plus grand lac de Nouvelle-Zélande. C’est un bon endroit pour observer les oiseaux et pour les sports de loisirs d’eau. C’est un terrain libre et il existe des toilettes mais pas d’eau buvable[5].

### Autres activités
En mai 2017, une galerie d’art communautaire a ouvert dans la ville de Leeston. C’est la première galerie d’art de Leeston .
Leeston est le siège d’une grande variété de clubs sportifs différents et possède en particulier un club de cours hebdomadaire se réunissant chaque vendredi soir. 
Les clubs de sports dans Leeston comprennent: rugby, netball, tennis, bouling, football, cricket et course.
Leeston aussi un gymnase complètement équipé, qui est ouvert sept jours par semaine de 4 h a.m. à 11 h p.m.

## Éducation
Son école primaire fut ouverte en 1865 et consolidée durant le début du 20e siècle. Elle était localisée sur le côté ouest de la ville de Leeston, avec une résidence pour l’école construite en 1868. Son pic d’effectif fut de 275 élèves avec des classes de travail du bois et du métal pour les garçons, de cuisine et de couture pour les filles depuis 1897.
Une école annexe pour les jeunes enfants fut ouvert dans Doyleston, et nommée 'Leeston Side School'. 
Son effectif a atteint 131 élèves.
Il y a bien d’autres écoles dans le secteur d'Ellesmere, comprenant 'Doyleston School', 'Irwell School', 'Lakeside School', 'Brookside School', 'Killinchy School', et 'Little Rakaia School'. Ces écoles ont de très petits effectifs et dès le début de l’année 1898, il avait été proposé de les fermer et que les élèves aillent dans des écoles plus grandes du centre-ville de Leeston et de Southbridge. 
Le Board répondit qu'alors que les avantages, qui pouvaient s’accumuler pour un tel déplacement était reconnus, aucun financement n’était disponible dans ce but et aucun pouvoir n’existait pour y obliger. Le problème fut alors mis de côté pour un quart de siècle.
Au début de 1923, la Chaire d'Éducation du Collège de l’Université de Canterbury, le professeur James Shelley, donna une conférence publique dans le 'Leeston Town Hall". 
Il insista sur l’idée de la fermeture d’un certain nombre de petites écoles et le déplacement des élèves vers l’école primaire de Leeston.
Le journal 'Ellesmere Guardian' reprit cette idée avec un article supportant le principe. Quelques mois plus tard, lors d’une rencontre du board de Leeston, Dr. B. Volckman se déplaça pour dire que Leeston  était capable d’offrir du terrain pour une telle expérience de consolidation.
L’employé de bureau fut informé de la nécessité d’envoyer cette résolution au niveau du 'Canterbury Education Board' après un vote unanime de ses membres.
Pendant les dix années suivantes, les avantages théoriques et les désavantages d’une telle consolidation furent discutés, dans et en dehors de ces structures.
En décembre 1936, le parti favorable à cette consolidation gagna une victoire quand le tenant de la maison de rencontre d'Irwell vota en faveur de la fusion d' ‘Irwell School’ avec celle de Leeston. Une semaine plus tard, une victoire fut obtenue au niveau de ‘Lakeside’ et ‘Doyleston’, avec une résolution à leur faire passer, ainsi approuvée malgré quelques oppositions. Les enfants d‘Irwell’ et de ‘Doyleston’ devinrent le fondement de la ‘ Leeston Consolidated School’ en avril 1938. L’opposition de ‘Lakeside’ réussit à durer un peu plus longtemps, mais après une réunion dans la mairie en août 1939, la motion apportée en 1936 fut confirmée, et en février 1940, les élèves de ‘Lakeside’ furent convoyés eux aussi vers ‘Leeston’.
En 1945, ‘Brookside School’ était aussi fusionnée avec Leeston après la chute des effectifs, il devint apparent que l’école ne pourrait pas persister bien longtemps avec un seul enseignant. 
L’école de ‘Killinchy’ resta ouverte jusqu’en 1959, quand les élèves furent distribués entre les écoles de ‘Leeston’ et ‘Southbridge’.
L’école dite de ‘Leeston Consolidated School’ existe toujours actuellement avec approximativement 200 familles, dont les enfants sont inscrits.
Il y a maintenant 7 niveaux avec un enseignant et 11 salles de classe, ainsi qu’une bibliothèque, un labo d’informatique et une pièce de perfectionnement de la lecture.
La plupart des enfants, qui suivent les cours de l'école primaires vont ensuite suivre les cours de Collège d’Ellesmere (en).